# Aleksandar Ćirić
Aleksandar Ćirić (Belgrado, 30 de diciembre de 1977 - ) es un jugador serbio de waterpolo.

## Clubes
- Becej

## Palmarés
Como jugador de la selección
- Bronce en los Juegos Olímpicos de Pekín 2008
- Plata en los Juegos Olímpicos de Atenas 2004
- Bronce en los Juegos Olímpicos de Sídney 2000
- Bronce en los campeonatos de Europa en Barcelona 2003

## Participaciones en Copas del Mundo
- Juegos Olímpicos de Sídney 2000
- Campeonato del mundo en 2003 en Barcelona
- Juegos Olímpicos de Atenas 2004
- Juegos Olímpicos de Pekín 2008